# D131/132次列车
D131/132次列车是中国铁路运行于直辖市北京市北京丰台站至福建省厦门市厦门北站的普通动车组列车，其最前身为1998年10月1日开通的107/108次列车，是厦门的第一班进京列车，2024年1月10日起按现车次开行，现由南昌局集团福州客运段担当客运任务。列车使用复兴号CR200J型动车组，沿京九铁路、昌福铁路、永莆铁路和福厦铁路运行，途经北京市、河北省、山东省、河南省、安徽省、湖北省、江西省、福建省七省一市。其中北京丰台站至厦门北站运行17小时59分，客运里程2143公里，使用车次为D131次；厦门北站至北京丰台站运行17小时52分，客运里程2131公里，使用车次为D132次。

## 历史

### 京厦快速K307/306、K308/305次
福建省联外的铁路曾长期依赖鹰厦铁路及其包括外福铁路在内的支线，而福建出发的进京列车长期只有福州始发、途经上海的45/46次特快。作为鹰厦线终点的厦门也长期只有进沪列车，没有进京列车，即便是1997年4月1日中国铁路第一次大提速后，这一局面也仍在维持:82，而当时45/46次京福特快已从京沪线沪宁段、沪杭、浙赣线改经宁铜、皖赣线，浙赣线杭州-鹰潭间的进京列车也出现了空缺。:76
1998年10月1日，中国铁路实施第二次大提速，北京地区新增了一部分开往非省会城市的旅客列车，包括开往温州的101/102次、开往厦门的107/108次、开往十堰的505/506次及开往柳州的157/158次等。其中，北京至厦门的107/108次特别快车经由京沪、沪杭、浙赣、鹰厦线运行（来舟以北的经由与之前的45次特快大致相同），进上海西站换向，单程需时42小时08分，是厦门开通的第一班进京列车。:52,80,91三明、永安、漳平、漳州（郭坑）也同时得以开通进京列车。
随着2000年10月21日实施的全路第三次大提速，107/108次特别快车改为K107/108次快速列车，但仍进上海西站折角。2001年10月21日，K107/108次列车改经京九线，起点站由北京站改为北京西站，车次改为K307/6/7、K308/5/8次（因列车在向塘-鹰潭间上下行发生变化），运行时间压缩8-9个小时。K307/306、K308/305次列车于2004年4月18日被当时的福州铁路分局冠名为“鼓浪屿号”，同年5月福州铁路分局便与南昌铁路局合并，该列车由此改为南昌局担当。
2014年3月1日，由于厦门站封闭改造，K308/305/308、K307/306/307次列车改在厦门高崎站始发终到，2015年2月4日迁回厦门站。

### 京厦直特Z307/308次
在2015年5月20日的运行图微调中，K307/308次列车计划升级为Z307/308次直达特快列车，在向塘-杏林间改经昌福、永莆、杭深线运行，使用2组25T型车底，由福州车辆段担当乘务，入厦门客整所本属库检，终到北京西安排入北京西客整所检修、吸污，但因车底不足，未能如期开行。当时厦门至长春的Z102/103、Z104/101次列车由南昌局改为沈阳局担当（沈阳局自筹车底），其车底被用于开行厦门至兰州的Z126/127、Z128/125次列车（初定非每日开行，开通时改为每日开行）。原K307/6/7、K308/5/8次列车同时停运。K305/306这对车次自2016年1月20日起在合肥至兰州的列车上重新启用，并于2017年1月5日经淮南、皖赣、宣杭、沪昆、金温货线延伸至温州终到，车次也改为K306/7、K308/5次，原京厦快速的所用的四个车次全部重新启用。
2015年12月，厦门火车站透露了Z307/308次列车恢复开行的消息，该列车的客票也在同月8日开售。次年1月15日，该列车正式恢复开行，成为福建最快的进京普速列车，杭深线沿线的莆田也首次开通普速进京列车，但该列车并不在泉州办理客运业务。
2019年7月10日，为配合厦门客车整备所即将整体搬迁至厦门北站，Z307/308次列车改為厦门北站始發終到。

### 京厦動集D745/746次
2019年12月30日，Z307/308次列车改由复兴号CR200J型动车组担当，固定由编号为5010、6019、6020、6021的四组车组轮换担当，车次同时改为D745/746次。
2022年6月20日，D745/746次列车改為北京丰台站始發終到。

### 京厦動集D131/132次
2024年1月10日，中国铁路一季度列车运行图调整，D745/746次列车车次改为D131/132次列车。

## 列车编组

### 现时编组
本对列车使用配属南昌局集团厦门北客车整备所的CR200J。列车采用动力集中式技术，共有2节动力车和18节车厢，最高运营速度达160km/h。列车设有二等卧车（WE）7辆、二等座车（ZE）2辆、二等座车／餐车（ZEC）1辆、一等卧车（WY）8辆。
| 车厢编号 | M1     | 1-7         | 8-9         | 10                 | 11-18       | M2     |
| 车型     | 动力车 | WE 二等卧车 | ZE 二等座车 | ZEC 二等座车／餐车 | WY 一等卧车 | 动力车 |

### 历史编组

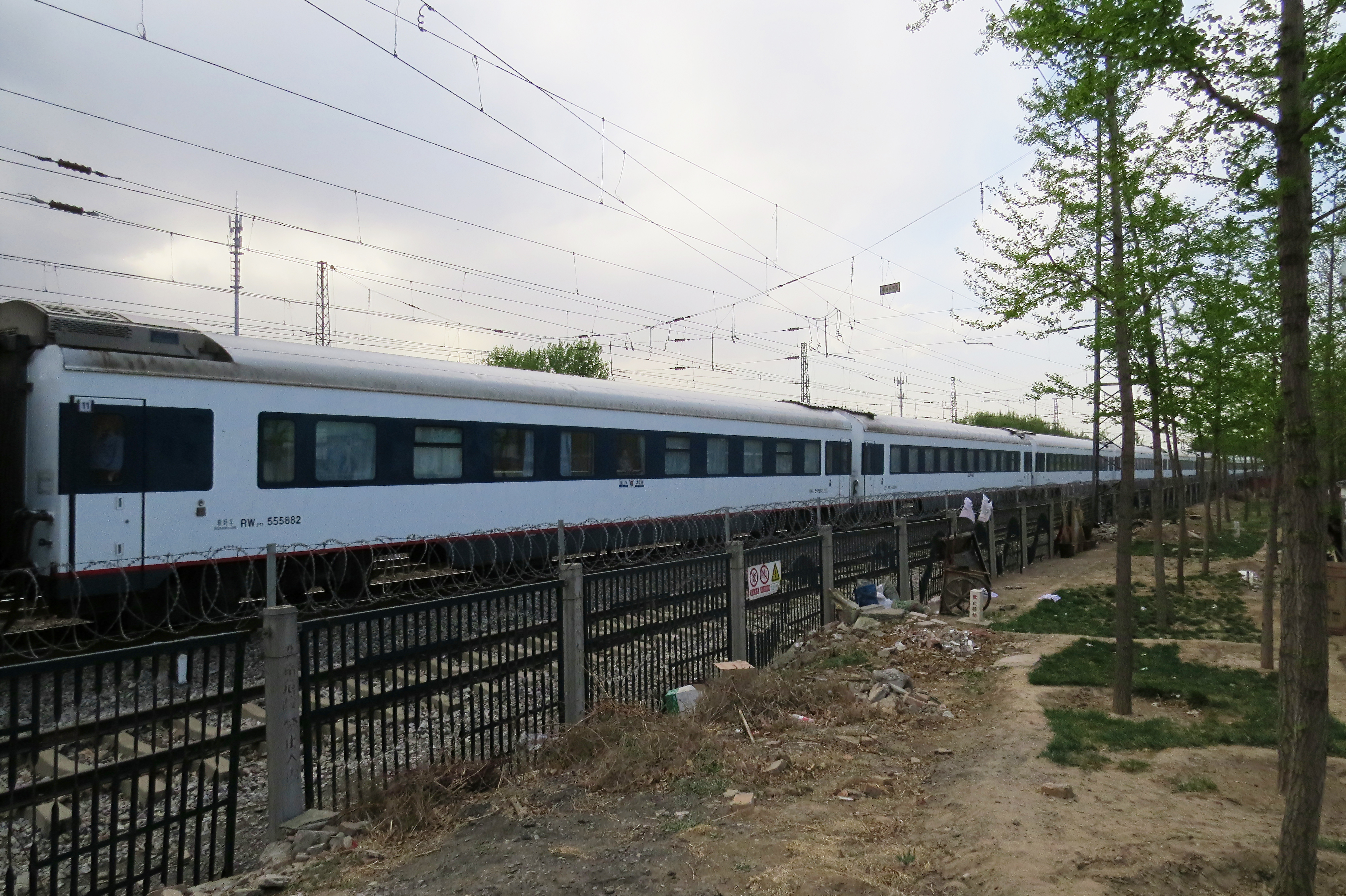
Z307次列车的软卧车厢

Z307/308次列车在升级动集前使用配属南昌铁路局福州车辆段的2组中国铁路25T型客车，该型客车是国产25型系列客车的最新型号，最高运营时速达160公里，采用新型转向架和密接式车钩，大大减轻行车过程中的晃动，减少噪声的产生，增加了乘车的舒适性。此外，列车安装了真空集便系统，对于污物排放进行集中处理。列车采取19节编组，其中硬座车3辆，硬卧车12辆，软卧车2辆，餐车1辆，卧铺车内还设有充电设备。
| 车厢编号 | 1-3          | 4-9          | 10         | 11-12        | 13-19        |
| 车型     | YZ25T 硬座车 | YW25T 硬卧车 | CA25T 餐车 | RW25T 软卧车 | YW25T 硬卧车 |
| 配属     | 南局福段     | 南局福段     | 南局福段   | 南局福段     | 南局福段     |

## 歷史机车交路

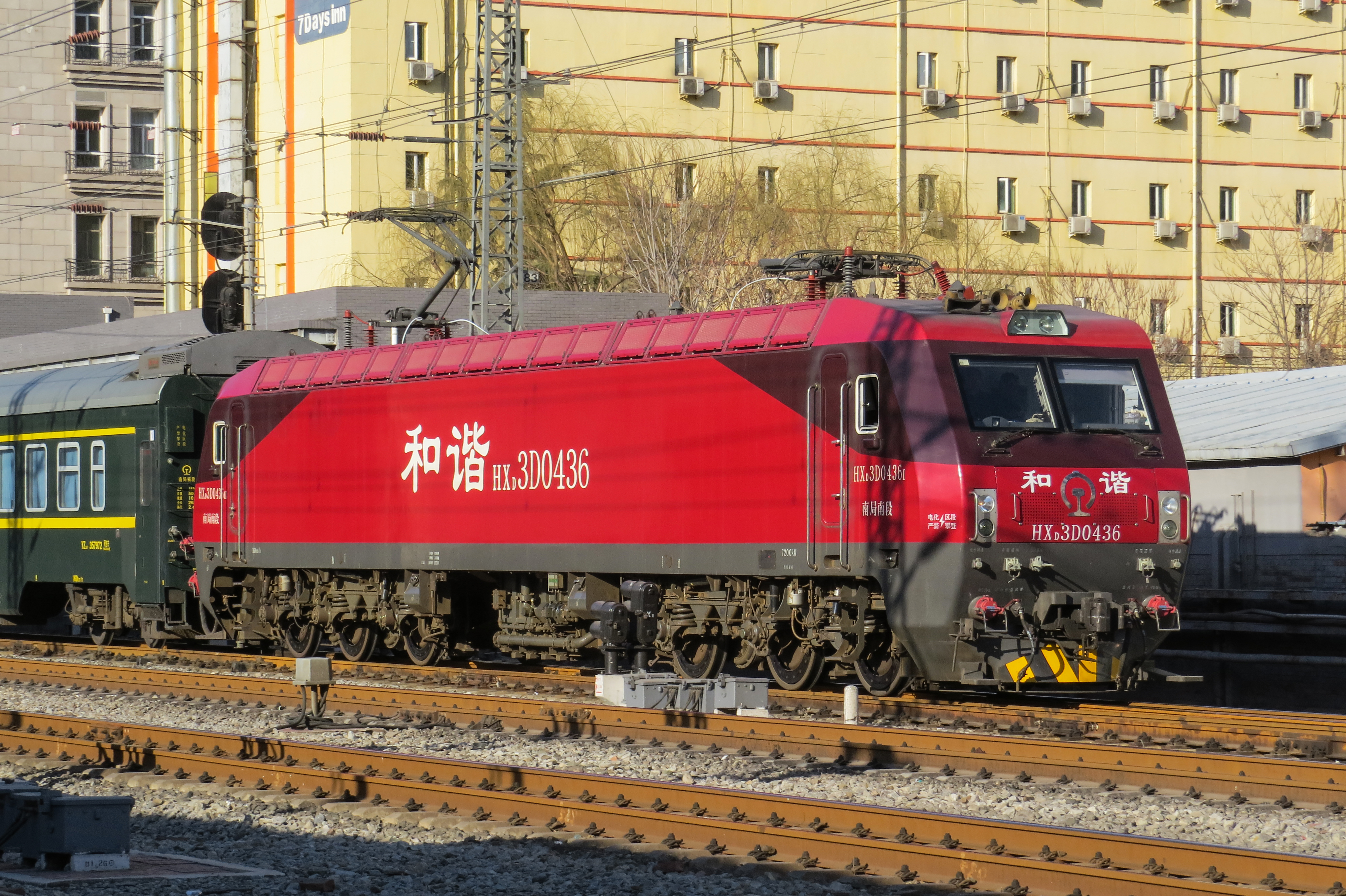
配属南昌机务段的和谐3D型电力机车第0436号牵引Z307次列车接近京九线广南道口

Z307/308次列车在升級動集前由配属南昌铁路局南昌机务段的和谐3D型电力机车担当机车交路，该机车可直接向列车提供电能，用于列车内空调和水炉等设备需要，因此列车不需要再额外加挂一节空调发电车。Z307次单向在向塘站换挂机车，Z308次则从厦门一机直通北京。
| 车站区段               | 北京西 ↔ 厦门北                                                                                  |
| 本务机车 配属 司机更替 | 和谐3D型电力机车 南局南段 北京/濟南/南昌/福州司机在聊城/阜阳/南昌轮乘 Z307次向塘换挂，Z308次直通 |

## 时刻表

### 历史时刻
| D745次 | D745次 | D745次 | D745次 | 停靠站   | D746次 | D746次 | D746次 | D746次 |
| 里程   | 天数   | 到点   | 开点   | 停靠站   | 到点   | 开点   | 天数   | 里程   |
| ------ | ------ | ------ | ------ | -------- | ------ | ------ | ------ | ------ |
| 0      | 当天   | —      | 16:15  | 北京豐臺 | 11:18  | —      | 第二天 | 2131   |
| —      | 当天   | ↓      | ↓      | 任丘     | 09:55  | 09:57  | 第二天 | 1990   |
| 268    | 当天   | 18:22  | 18:24  | 衡水     | 08:57  | 08:59  | 第二天 | 1863   |
| 420    | 当天   | 19:48  | 19:50  | 聊城     | 07:35  | 07:37  | 第二天 | 1711   |
| 576    | 当天   | 21:00  | 21:02  | 菏泽     | 06:26  | 06:28  | 第二天 | 1555   |
| 849    | 当天   | 23:16  | 23:22  | 阜阳     | 04:07  | 04:13  | 第二天 | 1282   |
| 1308   | 第二天 | 03:12  | 03:15  | 九江     | ↑      | ↑      | 第二天 | —      |
| —      | —      | ↓      | ↓      | 南昌     | 23:06  | 23:13  | 当天   | 688    |
| —      | 第二天 | ↓      | ↓      | 撫州     | 22:02  | 22:05  | 当天   | 587    |
| 1715   | 第二天 | 06:42  | 06:44  | 泰寧     | 20:52  | 20:55  | 当天   | 428    |
| 1807   | 第二天 | 07:24  | 07:27  | 三明北   | 20:10  | 20:13  | 当天   | 336    |
| 2003   | 第二天 | 08:54  | 09:02  | 莆田     | 18:38  | 18:42  | 当天   | 140    |
| 2143   | 第二天 | 10:09  | —      | 厦门北   | —      | 17:34  | 当天   | 0      |

| Z307次 | Z307次 | Z307次 | Z307次 | 停靠站 | Z308次 | Z308次 | Z308次 | Z308次 |
| 里程   | 天数   | 到点   | 开点   | 停靠站 | 到点   | 开点   | 天数   | 里程   |
| ------ | ------ | ------ | ------ | ------ | ------ | ------ | ------ | ------ |
| 0      | 当天   | —      | 16:00  | 北京西 | 12:06  | —      | 第二天 | 2137   |
| 274    | 当天   | 18:11  | 18:14  | 衡水   | 09:47  | 09:50  | 第二天 | 1863   |
| 426    | 当天   | 19:34  | 19:40  | 聊城   | 08:23  | 08:29  | 第二天 | 1711   |
| 582    | 当天   | 20:48  | 20:50  | 菏泽   | 07:14  | 07:16  | 第二天 | 1555   |
| 855    | 当天   | 23:08  | 23:15  | 阜阳   | 04:50  | 04:56  | 第二天 | 1282   |
| 1314   | 第二天 | 03:09  | 03:13  | 九江   | ↑      | ↑      | 第二天 | —      |
| —      | —      | ↓      | ↓      | 南昌   | 23:38  | 23:48  | 当天   | 688    |
| 1808   | 第二天 | 07:44  | 07:48  | 三明北 | 20:55  | 20:58  | 当天   | 336    |
| 2004   | 第二天 | 09:16  | 09:19  | 莆田   | 18:55  | 18:59  | 当天   | 140    |
| 2144   | 第二天 | 10:26  | —      | 厦门北 | —      | 17:48  | 当天   | 0      |

## 歷史圖片

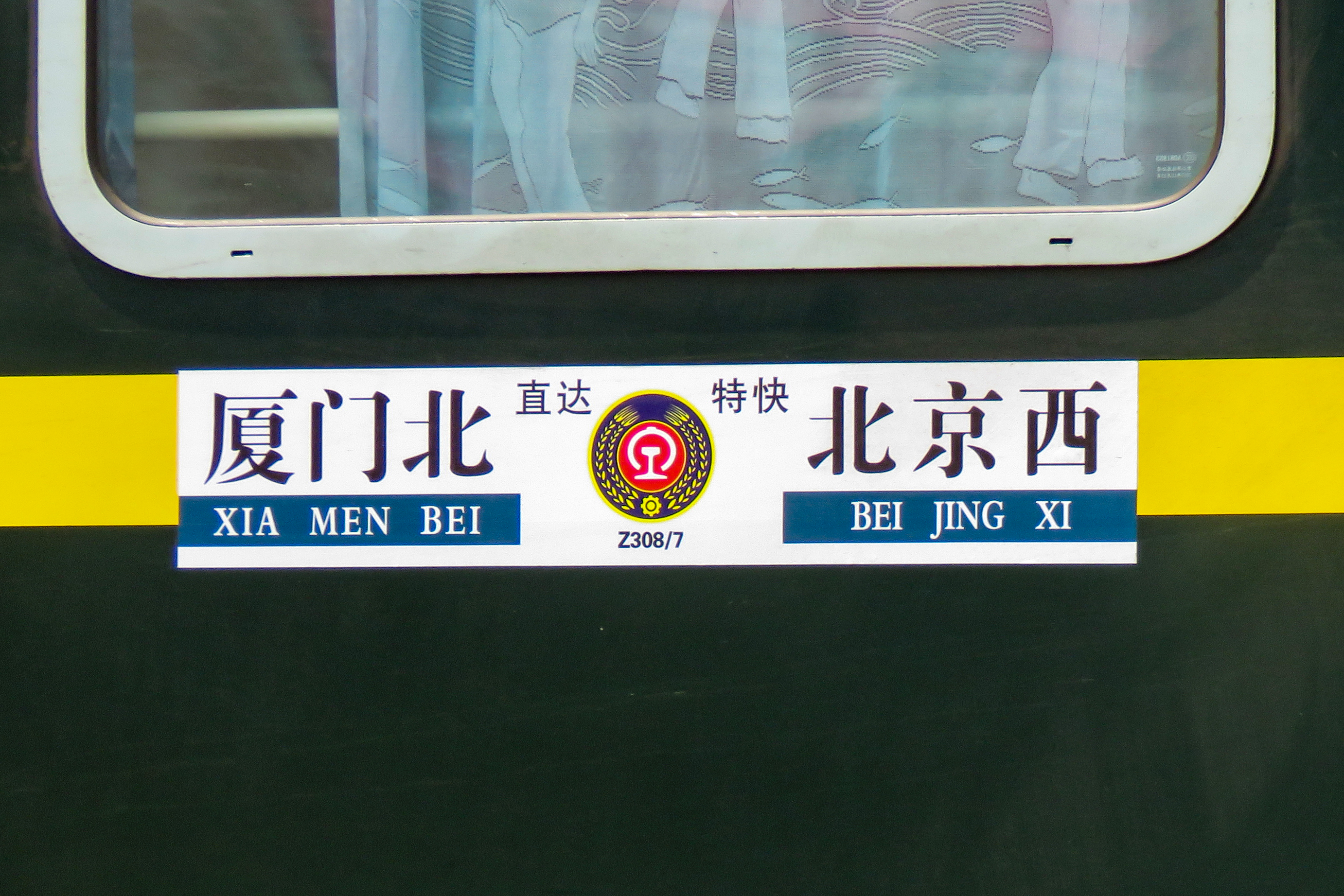
原Z307/308次列车水纸（2019年7月）
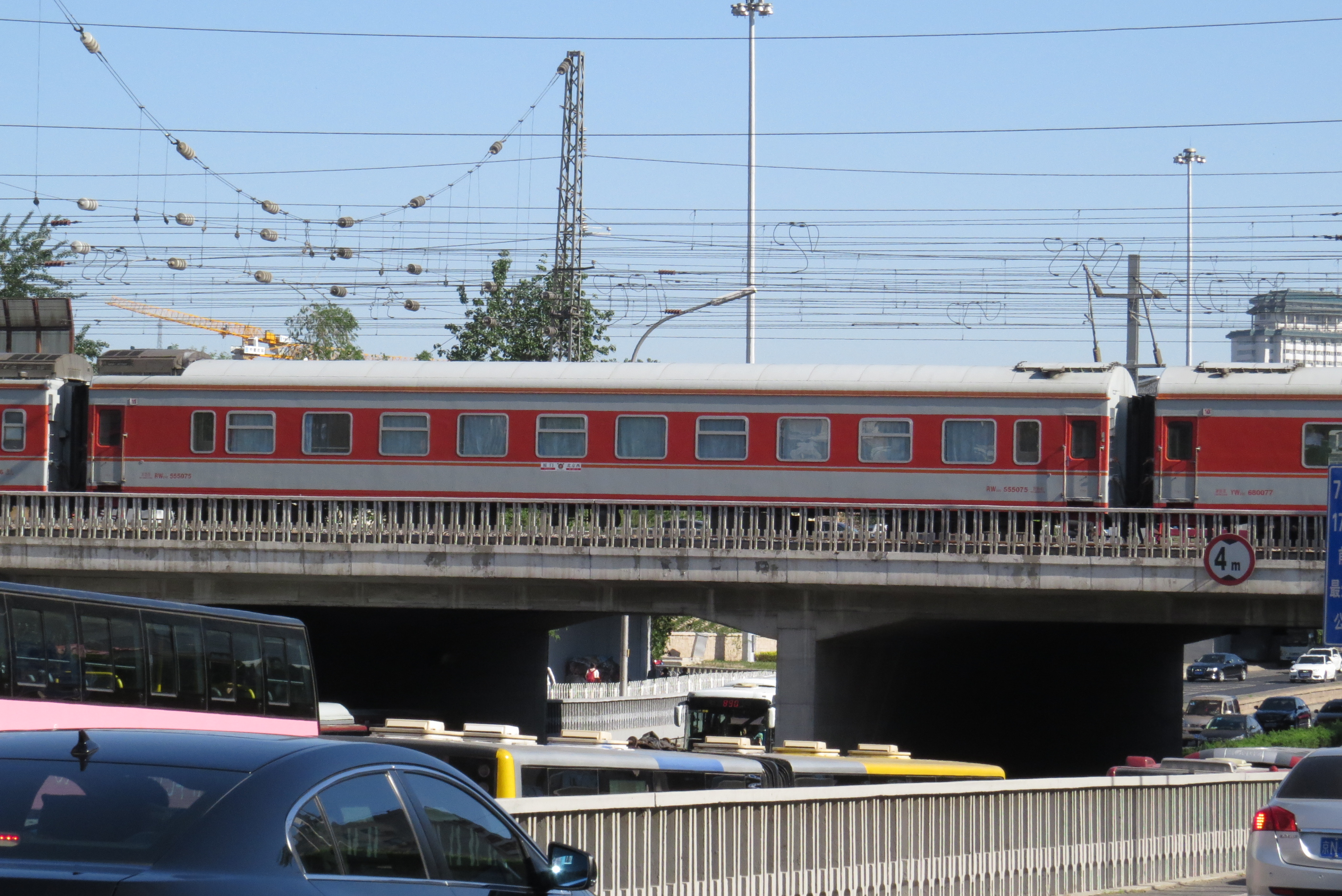
原K308次的车底回送至北京西车辆段（2015年5月4日摄于莲花桥
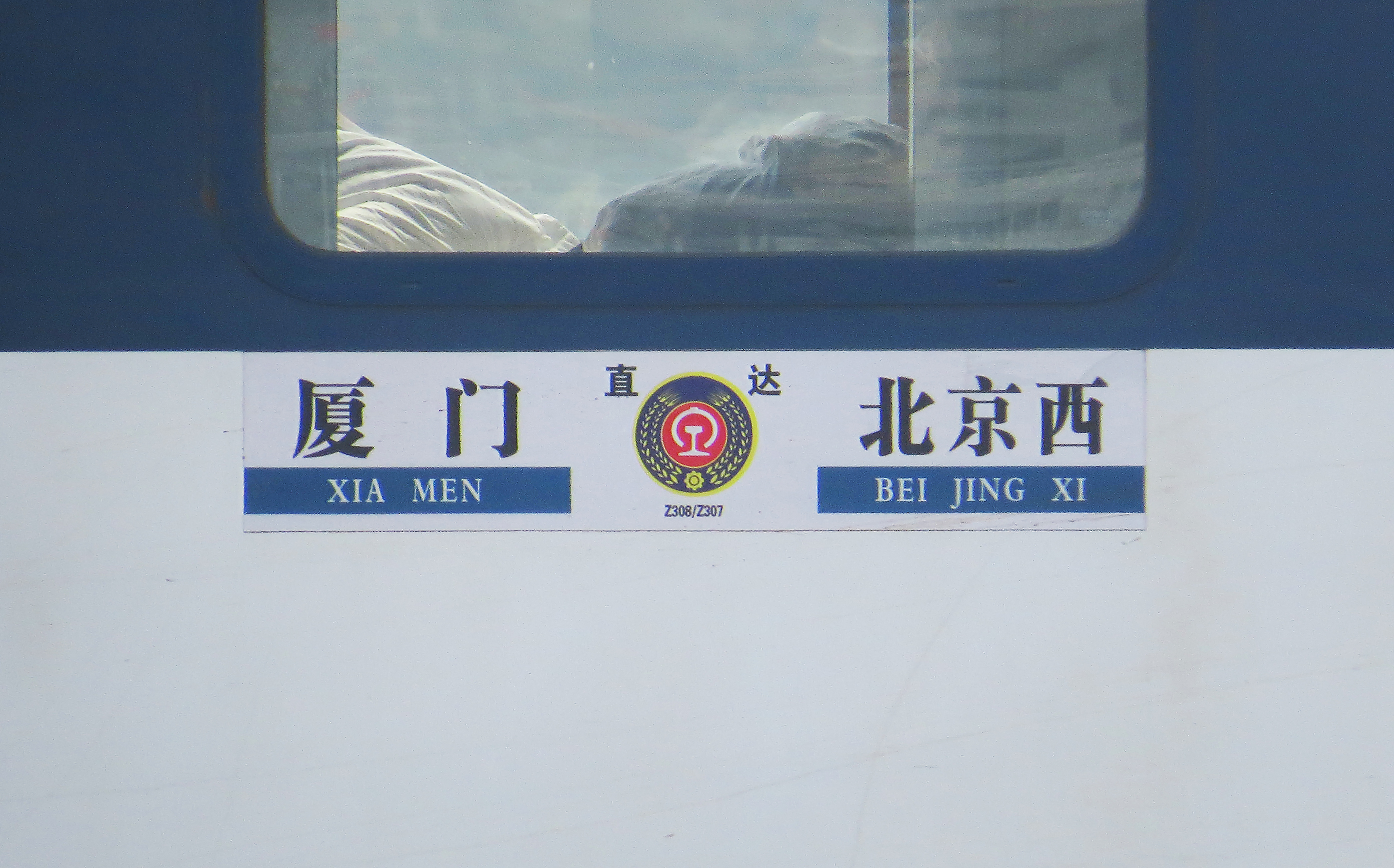
终到厦门站时期的水牌（2016年）